# Куне, Итумеленг
Итумеле́нг А́йзек Ку́не (англ. Itumeleng Isaac Khune; 20 июня 1987, Вентерсдорп, ЮАР) — южноафриканский футболист, вратарь и капитан клуба «Кайзер Чифс». Выступал в сборной ЮАР.

## Клубная карьера
Итумеленг Куне — выпускник футбольной академии одного из самых популярных южноафриканских футбольных клубов — «Кайзер Чифс». Проведя в юношеской команде клуба 5 лет, Итумеленг Куне в 2004 году впервые был вызван в основную команду. Полноценный дебют молодого вратаря в клубе состоялся в сезоне 2007/08 и оказался более, чем успешным: по итогам сезона Итумеленг Куне был назван не только лучшим игроком своего клуба, но и лучшим новичком Премьер-Лиги ЮАР, а также лучшим игроком чемпионата по версии игроков; «Кайзер Чифс», пропустив в 30 играх сезона всего 19 мячей, обновили собственный рекорд надёжной игры в защите. Закономерным следствием столь удачного дебюта для молодого вратаря стал вызов в национальную сборную.

## Карьера в сборной
Впервые за сборную ЮАР Итумеленг Куне сыграл 11 марта 2008 года в товарищеском матче со сборной Зимбабве (голкипер был в заявке сборной на Кубок африканских наций 2008 года, но на поле не выходил, проведя весь турнир в качестве запасного). Кубок конфедераций 2009 года, проходивший в ЮАР, Итумеленг Куне провёл уже как основной вратарь сборной, заняв с командой ЮАР 4-е место.
Также как основной вратарь сборной ЮАР, Итумеленг Куне дебютировал и на чемпионате мира 2010 года. В матче против сборной Уругвая Куне зацепил ногой футболиста соперника в штрафной площади собственных ворот и получил красную карточку. В результате Уругвай реализовал назначенный за нарушение правил пенальти и счёт стал 2:0 (встреча завершилась победой Уругвая 3:0), а Куне стал всего вторым вратарём в истории чемпионатов мира, удалённым с поля (первым был Джанлука Пальюка).

## Достижения

### Клубные
- Чемпион ЮАР (3): 2004/05, 2012/13, 2014/15
- Обладатель Кубка ЮАР (2): 2006, 2012/13
- Обладатель Кубка Лиги (3): 2007, 2009, 2010
- Обладатель Кубка Восьми (3): 2006, 2008, 2014

### Личные
- Чемпионат ЮАР — футболист года: 2012/13
- Чемпионат ЮАР — игрок сезона по версии игроков (2): 2007/08, 2012/13
- Чемпионат ЮАР — клубный новичок года: 2007/08